# Шпитальный, Вадим Вадимович
Вадим Вадимович Шпитальный (16 февраля 1972, Саратов — 15 февраля 2023, Саратов) — советский и российский футболист, выступавший на позициях нападающего и полузащитника.

## Биография
Воспитанник саратовского футбола, тренер — Ю. Н. Стрелков. В юношеском возрасте занимался в московской ФШМ, а в 1990 году сыграл два матча за дублирующий состав московского «Динамо».
Взрослую карьеру начал в 1990 году в составе астраханского «Волгаря», провёл в команде три неполных сезона во второй лиге СССР и России. В 1994 году вернулся в Саратов и провёл 5 матчей за «Сокол» в первой лиге, а в основном играл за дубль команды. Следующие два сезона провёл в саратовском клубе «Заводчанин».
В 1997 году перешёл в пермский «Амкар». В 1998 году стал победителем зонального турнира второго дивизиона, в том же году принял участие в историческом матче Кубка России, в котором пермский клуб победил действующего чемпиона страны московский «Спартак» 1:0. Всего провёл в составе «Амкара» более 100 матчей. В атакующей линии пермяков был не самым заметным игроком на фоне более забивных футболистов — Константина Парамонова, Константина Зырянова, Льва Матвеева. В своих последних 36 матчах за «Амкар» не смог отличиться ни разу, в результате сначала был отдан в аренду в «Содовик» (где в 15 матчах забил 11 голов), а спустя сезон — выставлен на трансфер.
После ухода из «Амкара» снова играл за «Содовик», затем — за «Ладу» (Димитровград) и кировское «Динамо». В 2006 году вернулся в саратовский «Сокол», проводивший сезон в ЛФЛ, стал капитаном команды. Вместе с «Соколом» стал победителем зонального турнира ЛФЛ «Приволжье» и обладателем Кубка Приволжья, а в финальном турнире первенства России среди любителей завоевал серебряные медали. Спустя сезон завершил игровую карьеру.
Всего за карьеру в первенствах СССР и России на профессиональном уровне сыграл около 450 матчей, из них 62 — в первом дивизионе, остальные — во втором и третьем. В кубках СССР и России сыграл около 20 матчей, лучший результат — участие в четвертьфинале в сезоне 2000/01 против московского «Локомотива».
После окончания карьеры работал тренером в СШОР «Сокол» и на протяжении последних лет — главным тренером молодёжной команды «Сокол-М».
Скоропостижно скончался 15 февраля 2023 года, за день до своего 51 дня рождения.

## Личная жизнь
Отец, Вадим Петрович (1941—1994) тоже был футболистом, сыграл более 300 матчей за «Сокол» и работал главным тренером клуба. Сын Владислав (род. 1996) выступал за молодёжные составы «Рубина» и «Амкара», а на взрослом уровне — за «Сокол». Супруга Наталья.
Имел высшее педагогическое образование.

## Достижения
- Победитель второго дивизиона России: 1998 (зона «Урал-Поволжье»)
- Серебряный призёр первенства России среди любителей: 2006